# Морнингсайд-Хайтс
Мо́рнингса́йд-Хайтс (англ. Morningside Heights, «Высоты Морнингсайд»; также Соха (англ. SoHa)) — квартал в Верхнем Вест-Сайде в боро Манхэттен, Нью-Йорк. Морнингсайд-Хайтс ограничивается 110-й и 132-й улицами и проездом Морнингсайд-драйв на востоке. На юге Морнингсайд-Хайтс граничит с районом Манхэттен-Валли, на севере — с Манхэттенвиллем, на востоке — с Гарлемом и, в частности, с Морнингсайд-Парком, на западе квартал ограничивается Риверсайд-парком и рекой Гудзон. Морнингсайд-Хайтс находится под юрисдикцией 9-го общественного совета Манхэттена.
Распространены мнения, что Морнингсайд-Хайтс является частью Верхнего Вест-Сайда или «Большого Гарлема» (англ. Greater Harlem).

## История
В XVII столетии на территории современного квартала находились фермерские земли и поместья, а сам участок носил название Вандеуотер-Хайтс (англ. Vandewater Heights), по имени его хозяина.
16 сентября 1776 года в Морнингсайд-Хайтсе произошло Сражение при Гарлем-хайтс. Наиболее тяжёлое сражение происходило на пшеничном поле, на месте которого ныне расположен Барнард-колледж. О той битве упомянуто на памятной доске на въезде в Колумбийский университет на 117-й улице.
В начале XIX века район начал активно развиваться. В 1818 году была открыта психиатрическая больница Блумингдейл. В 1890-х годах в квартале были сооружены мавзолей Гранта, собор Иоанна Богослова и Колумбийский университет, построенный на месте психиатрической больницы по проекту архитектурной компании McKim, Mead & White.
До 1890-х годов у квартала не было определённого названия. Так, он именовался «Блумингдейл» (англ. Bloomingdale, по имени психиатрической больницы), «Риверсайд-Хилл» (англ. Riverside Hill), «Катидрал-Хайтс» (англ. Cathedral Heights, по собору Иоанна Богослова и госпиталю Святого Луки и Рузвельта). В 1880-х годах с восточной стороны скал, расположенных на реке Гудзон, был разбит Морнингсайд-Парк. Квартал получил по нему ещё одно название, которое со временем и прижилось в качестве основного. С недавних пор квартал получил ещё одно неофициальное название: Соха (англ. SoHa, South of Harlem, «Юг Гарлема»).
В первые два десятилетия XX века в квартале было возведено множество домов ленточной застройки. Многие из них сохранились до наших дней. К середине столетия, с ростом популярности отелей, предоставляющих однокомнатные номера, квартал столкнулся с социоэкономическим кризисом. Джейн Джекобс в своей книге «Гибель и жизнь великих американских городов» привела квартал в качестве примера неудачного городского планирования:

<…> к началу 1950-х годов Морнингсайд-Хайтс превращался в трущобы столь быстро, опасные трущобы, по улицам которых люди боялись ходить, что ситуация поставила [городские] ведомства перед кризисом.
Оригинальный текст (англ.)<…> by the early 1950's Morningside Heigts was becoming a slum so swiftly, the surly kind of slum in which people fear to walk the streets, that the situation posed a crisis for the institutions.

В 1947 году по решению четырнадцати крупных организаций, расположенных в квартале, главой Morningside Heights Inc. был назначен Дэвид Рокфеллер. Он принял участие в возведении жилой застройки среднего класса. В 1951 компания построила комплекс из шести зданий Морнингсайд-Гарденс (англ. Morningside Gardens), предназначенный для семей различных национальностей со средним достатком.
Ныне в квартале расположено множество академических и теологических образовательных учреждений, среди которых: Институт космических исследований Годдарда (НАСА), Педагогический институт (Колумбийский университет), Педагогический колледж на Бэнк-стрит, Училище при Колумбийском университете, Манхэттенская музыкальная школа, Нью-Йоркская теологическая семинария и Еврейская теологическая семинария Америки.
В 1996 году было выдвинуто предложение предоставить части квартала статус исторического района. Переговоры по этому поводу продолжаются и поныне.

## Население
По данным на 2009 год, численность населения квартала составляла 33 276 жителей. Средняя плотность населения составляла около 20 731 чел./км², превышая среднюю плотность населения по Нью-Йорку более чем в 2 раза. В расовом соотношении немногим более половины составляли белые. Средний доход на домашнее хозяйство незначительно превышал средний показатель по городу: $56 852.
В квартале в разное время проживали композитор Джордж Гершвин, кинорежиссёр Сесиль Де Милль, писатель Фрэнсис Скотт Фицджеральд, актёр Джордж Карлин и будущий президент США Барак Обама.

## Общественный транспорт
Морнингсайд-Хайтс обслуживается станциями Cathedral Parkway — 110th Street и 125th Street линии IRT Broadway — Seventh Avenue Line Нью-Йоркского метрополитена. По состоянию на сентябрь 2012 года в районе действовали автобусные маршруты M4, M11, M15, M60, M100, M101 и M104.

## Галерея
- Морнингсайд-Хайтс в 1926 году
- Вид на квартал с реки Гудзон; видны Мавзолей Гранта и Риверсайдская церковь
- Морнинсайд-Парк и Собор Иоанна Богослова на заднем плане
- Застройка на Западной 116-й улице